# Mona Nilsson
Mona-Britt Iréne Nilsson Kövamees, född 9 augusti 1958, är en svensk miljöekonom, journalist och författare. 2012 grundade hon lobbyorganisationen Strålskyddsstiftelsen.

## Biografi
Mona Nilsson har specialiserat sig som journalist inom området icke-joniserande strålning, där hon bland annat har kritiserat utbyggnaden av 3G-nätet i Sverige. Hon medverkade regelbundet i tidningen Miljömagasinet samt har författat två böcker i ämnet mobiltelefoner och strålning.
Nilsson har rapporterat om nyheter inom forskningen, motsättningarna inom forskningen samt granskat myndigheternas agerande med anledning av detta. Hon anser sig ha avslöjat intressekonflikter hos forskare. Hon hävdar att mobilstrålningen orsakar svåra skador och hälsobesvär och att Strålsäkerhetsmyndighetens och Socialstyrelsens tjänstemän sprider lögner och vilseleder. Mobilstrålning kan enligt Nilsson orsaka cancer, Alzheimers sjukdom, utbrändhet, depression, sköldkörtelsjukdomar, beteendestörningar och allergi.
Nilsson har anlitats som föredragshållare eller debattör i ämnet elektromagnetisk strålning och hälsa. Hon tilldelades Miljömagasinets fritänkarpris 2009.
Nilssons böcker har kritiserats av Björn Cedervall, docent i medicinsk strålningsbiologi vid Karolinska institutet. Strålskyddsstiftelsen utnämndes 2013 till ”Årets förvillare” av Vetenskap och folkbildning "för sin skrämselpropaganda och vinklade rapportering om farorna med mobiltelefonanvändning och trådlösa nätverk."